# Бейсембаев, Саттар Ергалиевич
Бейсембаев Саттар Ергалиевич (7 ноября 1974, Жамбылская область, Жуалинский район,  Республика Казахстан) — Руководитель КГКП «Спортивный клуб для людей с ограниченными физическими возможностями» управления физической культуры и спорта акимата Жамбылской области. г.Тараз. 2013 г. - по настоящее время. Главный тренер по пара плаванию сборной национальной паралимпийской команды РК  в РГКП «Центр спортивной подготовки для лиц с ограниченными физическими возможностями». г.Астана. 2016 г. -  2023 г. Тренер по пара плаванию сборной национальной паралимпийской команды РК  в РГКП «Центр спортивной подготовки для лиц с ограниченными физическими возможностями». г.Астана с 2023 г. по настоящее время. Председатель Общественного фонда «Фонд помощи развития спорта среди людей с инвалидностью Жамбылской области» с августа 2024 года по настоящее время.

## Биография
Родился 7 ноября 1974 года в Жамбылской области, Жуалинском районе. Проживал в городе Тараз. В 1992 году закончил Республиканское училище олимпийского резерва имени Х.Мунайтпасова г. Алматы по специальности тренер по спорту. 1992-1997 г.г. Жамбылский технологический институт легкой и пищевой промышленности.
Квалификация – инженер-химик-технолог г.Тараз. 2006-2008 г.г. Алматинская академия экономики и статистики Квалификация – бакалавр учета и аудита г.Тараз. 2020 – 2022 г.г.
Таразский инновационно-гуманитарный университет по  специальности физическая культура и спорт г.Тараз.
Воспитал шесть детей: пять дочерей и одного сына.

## Профессиональная карьера
Руководитель КГКП «Спортивный клуб для людей с ограниченными физическими возможностями» управления физической культуры и спорта акимата Жамбылской области. г.Тараз. 2013 г - по настоящее время. Главный тренер по пара плаванию сборной национальной паралимпийской команды РК  в РГКП «Центр спортивной подготовки для лиц с ограниченными физическими возможностями». г.Астана. 2016 г -  2023 г. Тренер по пара плаванию сборной национальной паралимпийской команды РК  в РГКП «Центр спортивной подготовки для лиц с ограниченными физическими возможностями». г.Астана с 2023 г по настоящее время. Председатель Общественного фонда «Фонд помощи развития спорта среди людей с инвалидностью Жамбылской области» с августа 2024 года по настоящее время.

## Общий стаж в области физической культуры и спорта
20 лет, 7 месяцев из них, тренерский стаж 12 лет

## Личные достижения
Победитель премии 2012 года«Барлығымызға ортақ спорт» Ұлттық жобасының «Қайсар тұлға». 2013г. Ежегодная премия «Қайсар Тұлға  2014». 2014г. Победитель наминации ҚР Ұлттық Олимпиадалық комитеті тарапынан Жылдың спорттық сыйлығы 2016 «Жыл жаттықтырушысы». 2016 г. «Лучший тренер 2021» Жамбылской области, 2021 год.

## Достижния спортивного клуба
«Лучший спортивный клуб» Жамбылской области 2015 года; 
За 12 лет руководства клубом подготовили:
11 победителей и призеров Летних Паралимпийских игр, Летних Сурдлимпийских игр и Зимних Сурдлимпийских игр, в том числе
12  - Заслуженный мастер спорта РК,
28  - Мастер спорта международного класса РК,
27  - Мастер спорта РК,
27  - Кандидат мастера спорта РК.

## Звание и государственные награды
Почетное звание – Заслуженный тренер Республики Казахстан по пара плаванию.
Государственный Орден «Құрмет», Орден «Парасат». 
Почетный знак «За большие заслуги в развитии физической культуры и спорта в РК».

## Личные воспитанники
ЗМС РК, 14-ти кратная рекордсменка Мира, Первый победитель Летних Паралимпийских игр Рио де Жанейро 2016 г., чемпион Мира Мехико 2017 г, победитель ПараАзиатских игр 2014 г, 2018 г– Зульфия Габидуллина.
ЗМС РК, Бронзовый призер Летних Паралимпийских игр «Токио 2020» 2021 год, двукратный серебряный призер чемпионата Мира 2022, 2023 год, двукртатный чемпион Летних ПараАзиатских игр 2023 год, Рекордсмен Азии, серебряный призер Летних Паралимпийских игр «Париж 2024» -  Жумагали Нурдаулет.
МСМК РК, неоднократный чемпион Республики Казахстан, серебряный и бронзовый призер Мировых серии Кубка Мира 2019г., 2022 года г. Берлин– Айбек Искра.